# Pokey Chatman
Pour les articles homonymes, voir Chatman.
Dana Chatman dite Pokey Chatman, née le 18 juin 1969 à Ama (Louisiane), est une joueuse et entraîneuse américaine de basket-ball.

## Biographie
A la Hahnville High School, elle est nommée cinq fois AAU All-American puis remporte avec les États-Unis le Mondial juniors 1987. Elle rejoint les Tigers de LSU de l'Université d'État de Louisiane. Meneuse Kodak All-America, elle joue pour les Lady Tigers en NCAA sous la direction de Sue Gunter de 1987 à 1991, y établissant de nouveaux records de l'université d'interceptions (346) et de passes (570), ce dernier n'ayant été surpassé que durant la saison 2003-2004 par Temeka Johnson, alors que ses 1 826 sont la cinquième performance historique. Pendant cette période, l'équipe s'est quatre fois qualifiée pour le tournoi final et elle obtient un bilan de 82 victoires pour 38 défaites. Elle trois fois membres de l'équipe-type de la Southeastern Conference (SEC) et conduit LSU à son premier titre de champion de la SEC en 1991. Elle est désignée meilleure joueuse de cette finale.
Elle rejoint ensuite le staff des Lady Tigers d'abord comme aspirant assistante en 1991-1992, puis assistante coach ensuite. Durant sa 13e saison (dont la cinquième comme coach associée), elle prend la direction de l'équipe au milieu de la saison 2003–2004 en raison de problèmes de santé de Sue Gunter. Entraîneuse principale, elle conduit LSU à un bilan de 15 victoires et 5 défaites et une première qualification de l'histoire des Lady Tigers pour le Final Four, bien que l'histoire officielle de LSU en crédite Sue Gunter. Après que celle-ci a annoncé son retrait définitif le 27 avril 2004, Pokey Chatman devient la quatrième entraîneuse de LSU. Elle remporte le titre de la SEC (14 victoires) et qualifie l'équipe à nouveau pour le Final Four en 2005 (défaite en demi-finale face au futur champion Baylor), pour un bilan total de 33 victoires pour 3 défaites. En 2006, elle remporte encore le championnat de la SEC (13 victoires, 1 défaite) et mène LSU au Final Four (défaite en demi-finale face à Duke) avec un bilan annuel de 31 victoires pour 3 défaites. Après la révélation de relations sexuelles avec une de ses anciennes joueuses de LSU, elle doit démissionner de ses fonctions le 7 mars 2007. Sans elle, sous la direction de Bob Starkey, l'équipe atteint cependant une nouvelle fois le Final Four. Après avoir lancé un procès pour être payée des 900 000 $  de son contrat, une transaction est conclue pour 160 000 $.
Pour ses cinquante premiers matches comme entraîneuse officielle (2003-2004 exclus), elle obtient 47 victoires, seul l'entraîneur de Louisiana Tech Leon Barmore ayant eu un bilan supérieur (48) en NCAA. Son bilan global (2003-2004 inclus) est de 90 victoires pour 14 défaites. Elle est nommée au LSU Hall of Fame en 1998. En 2005, elle est entraîneuse-adjointe des États-Unis qui remportent la médaille d'or au Mondial universitaire, compétition qu'elle avait déjà remportée en tant que joueuse en 1990. Parmi les joueuses formées à LSU entre 1992 et 2007 : Marie Ferdinand, Seimone Augustus, Allison Hightower, Sylvia Fowles, Erica White, Doneeka Hodges, Temeka Johnson...
Sollicitée par Tina Thompson, elle devient en août 2007 entraîneuse assistante du Spartak région de Moscou qui dispute l'Euroligue. Elle prend part à deux titres consécutifs en Euroligue. En 2008, l'équipe remporte également le championnat russe à quatre reprises. En 2010, elle est nommée entraîneuse : son équipe remporte 16 victoires en autant de rencontres en Euroligue et remporte la compétition pour la troisième fois consécutive. En 2010-2011, le Sparkak est battu en finale de l'Euroligue.
Absente des deux précédentes éditions, elle qualifie la Slovaquie à l'Eurobasket 2009, où elle obtient une huitième place, ce qui ne lui permet cependant pas de se qualifier pour le Mondial 2010.
Le 29 octobre 2010, elle est nommée manageuse générale et entraîneuse du Sky de Chicago en WNBA, équipe qui comprend deux joueuses qu'elle a dirigées au Spartak, Epiphanny Prince et Sylvia Fowles. Elle sélectionne Courtney Vandersloot à la draft.
Après une saison WNBA 2016 conclue sur un bilan de 18 victoires et 16 défaites et une demi-finale, le propriétaire du Sky de Chicago Michael Alter décide fin octobre 2016 de démettre Pokey Chatman de ses fonctions d'entraineuse et de manageuse générale au terme de six saisons avec un bilan global de 106 victoires pour 98 défaites, dont une participation aux Finales WNBA en 2014.
Elle est engagée quelques semaines plus tard par le Fever de l'Indiana dont l’entraîneuse Stephanie White a rejoint la NCAA. Au terme de la saison WNBA 2019, sa troisième, elle n'est pas conservée comme entraineuse ou manageuse générale et quitte la franchise sur un bilan de 28 victoires pour 74 défaites.

## Bilan comme entraîneuse NCAA
| Saison    | Équipe | Bilan | Tournoi final   |
| --------- | ------ | ----- | --------------- |
| 2003–2004 | LSU    | 15-5  | Final Four      |
| 2004–2005 | LSU    | 33-3  | Final Four      |
| 2005–2006 | LSU    | 31-4  | Final Four      |
| 2006–2007 | LSU    | 26-7  | Démission avant |
| TOTAL     | TOTAL  | 90-14 |                 |

Pour 2003–2004, ne sont indiquées que les rencontres où elle est entraîneuse principale.

## Club joueuse
- ?-1987 : Hahnville High School
- 1987-1991: LSU Tigers (NCAA)

## Club entraîneuse

### NCAA
- 1991-1992: LSU Tigers (aspirant assistante)
- 1992-2004: LSU Tigers (assistante)
- 2004-2007: LSU Tigers (entraîneuse )

### Europe
- 2007-2009:  Spartak région de Moscou (assistante)
- 2009-2010:  Spartak région de Moscou (entraîneuse)

### Équipes nationales
- 2008-2010 : Équipe de Slovaquie de basket-ball féminin[1]

### WNBA
- 2011-2016 : Sky de Chicago

## Palmarès

### NCAA
- Championne de la Southeastern Conference (1991, joueuse; 2005, 2006 entraîneuse)
- Qualification au Final Four (2004, 2005, 2006 entraîneuse)

### Sélection nationale
- Médaille d'or au Mondial Junior 1987 (joueuse)
- Médaille d'or au Mondial Universitaires 1990 (joueuse[2])
- Médaille d'or au Mondial Universitaires 2005 (entraîneuse adjointe[2])

### Europe
- Vainqueure de l'Euroligue (2008, 2009, 2010)
- Championne de Russie (2008)

### Distinctions personnelles
- MVP de la Finale de la Southeastern Conference (1991, joueuse)
- USA Basketball Writers Association National Coach of the Year (2005)
- Women’s Basketball Coaches Association National Coach of the Year (2005)
- Naismith National Coach of the Year (2005[2])
- Victor Award Female Coach of the Year (2005[2])
- Black Coaches Association’s Coach of the Year (2004, 2005[2])
- USBWA National Coach of the Year (2005) [12]
- Russell/WBCA National Coach of the Year (2005[2])
- SEC Coach of the Year (2005)
- Louisiana Coach of the Year (2005, 2006[2])